# Кирил Македонски
Кирил Вангелов, известен като Кирил Македонски (на македонска литературна норма: Кирил Вангелов, Македонски), е композитор от Социалистическа република Македония.

## Биография
Роден е в 1925 година в град Битоля, тогава в Кралството на сърби, хървати и словенци. На 11 години започва да свири на виолина. След завършване на основно и средно образование, в 1947 година започва да учи в Музикалната академия в Загреб при Кръсто Одак, след това в Сараево при Иво Бърканович, а магистратура прави в Любляна при Луциан Шкеряни. През 1970 година шест месеца учи във Варшава със стипендия на полското правителство, а в 1974 година завършва Международния курс за съвременна музика в Дармщат.
Занимава се с педагогическа дейност и композиране. Автор е на първата опера в Народна република Македония „Гоце“ в четири действия, създадена в 1954 година. Автор е още на две опери: „Цар Самуил“ от 1966 година и „Илинден“ от 1968 година. Македонски създава и шест симфонии, както и ред други композиции - камерни, детски, хорови, филмови и театрални. Носител е на много награди.
През 1968 г. Кирил Македонски изпраща писмо на световноизвестния български бас Борис Христов, с потекло от Битоля, с което го уведомява за написаната от него опера „Самуил“, при сътворяването на която живеел с мисълта главната роля да бъде изпълнена от Борис Христов. Пита го дали би се съгласил да му изпрати партитурата за преценка и при евентуално одобрение дали е готов да пее на премиерата, която ще се състои в Открития театър на Скопското кале. Композиторът уверява Борис Христов, че е осигурил за неговото участие хонорар в долари по най-високите размери, каквито певецът получава на западните сцени. Борис Христов проявява професионален интерес към операта на младия автор и иска от него да му изпрати либретото и нотния материал. От него е видно, че Самуил е титулуван като македонски княз, а останалият персонаж са дейци от някаква си македонска нация. Борис Христов отказва участие със следното писмо:
| „ | Господин Македонски, Получих програмата на „ВАШИЯ“ Цар Самуил за скопската сцена. Защо ми я изпратихте обаче не можах да разбера, като Вие знаете отдавна моето мнение, което е мнение и на всеки българин. Тягостно впечатление ми направи предговорът на Д. Ташковски, който е пълен с нелепи съждения и с изопачавания на исторически истини, които не могат да направят впечатление дори на невежи хора. Вие знаете, че моят род произхожда от този край на България, в който Вий живеете и който се нарича Македония, която е била и ще бъде център на най-здравия български национален дух, така както цар Самуил е бил и ще остане в световната история цар Болгарский. Желая Вам и на Вашето семейство Честита Нова година. 12 януари 1969 г., Борис Христов | “ |

Борис Христов излива възмущението си и в писмо до Любен Живков от 1 септември 1969 година:
| „ | ...През време на тази зима композиторът Македонски имà тупето да ми изпрати една програма от премиерното представление на „Цар Самуил“ в „Македонския народен театър“ в Скопие. Изпращам ти прибавено към писмото фотокопие от предговора към програмата – пример на официално предателство към род, родина и човешко достойнство, и фотокопие на моето кратко писмо-отговор. Без да коментирам повече, искам да ти съобщя, че ще страдам, докато не видя тези двама български юроди, да им извия врата, да им изтегля ушите и да ги изпратя по дяволите с един мощен и свещен ритник... Боже, успокой раба твоего Бориса! | “ |